# Linconia
Linconia, biljni rod iz porodice Bruniaceae, dio reda brunijolike. Pripada mu tri vrste iz provincija Cape u Južnoj Africi

## Vrste
1. Linconia alopecuroides L.
2. Linconia cuspidata (Thunb.) Sw.
3. Linconia ericoides E.G.H.Oliv.